# Крылов, Сергей Львович
Серге́й Льво́вич Крыло́в (род. 25 августа, 1961, Тула) — советский и российский певец, телеведущий, шоумен и актёр, руководитель организации «Союз детей России», вице-президент Всемирной благотворительной организации теоретиков профессионального модного секса.

## Биография

### Ранние годы
Родился в городе Туле 25 августа 1961 года.
Отец — Лев Алексеевич Крылов (9.06.1938—1984),
мать — Валентина Ильинична Тарханова (дев. Сахарова) (1.12.1941—7.2004) вместе с отчимом — Алексеем Дмитриевичем Чвановым (1926—2004) была убита грабителями 10 июля 2004 года в Туле. Мать всю жизнь проработала на оружейном заводе.
Отчим Алексей Дмитриевич Чванов любил Сергея больше, чем родного сына, был ветераном войны, Сергей помог ему с операцией по поводу рака горла.
В 1977 году окончил музыкальную школу.
в 1978 году окончил среднюю школу № 49 г. Тулы.
В 1981—1985 годах учился в Ярославском театральном институте.

### Карьера

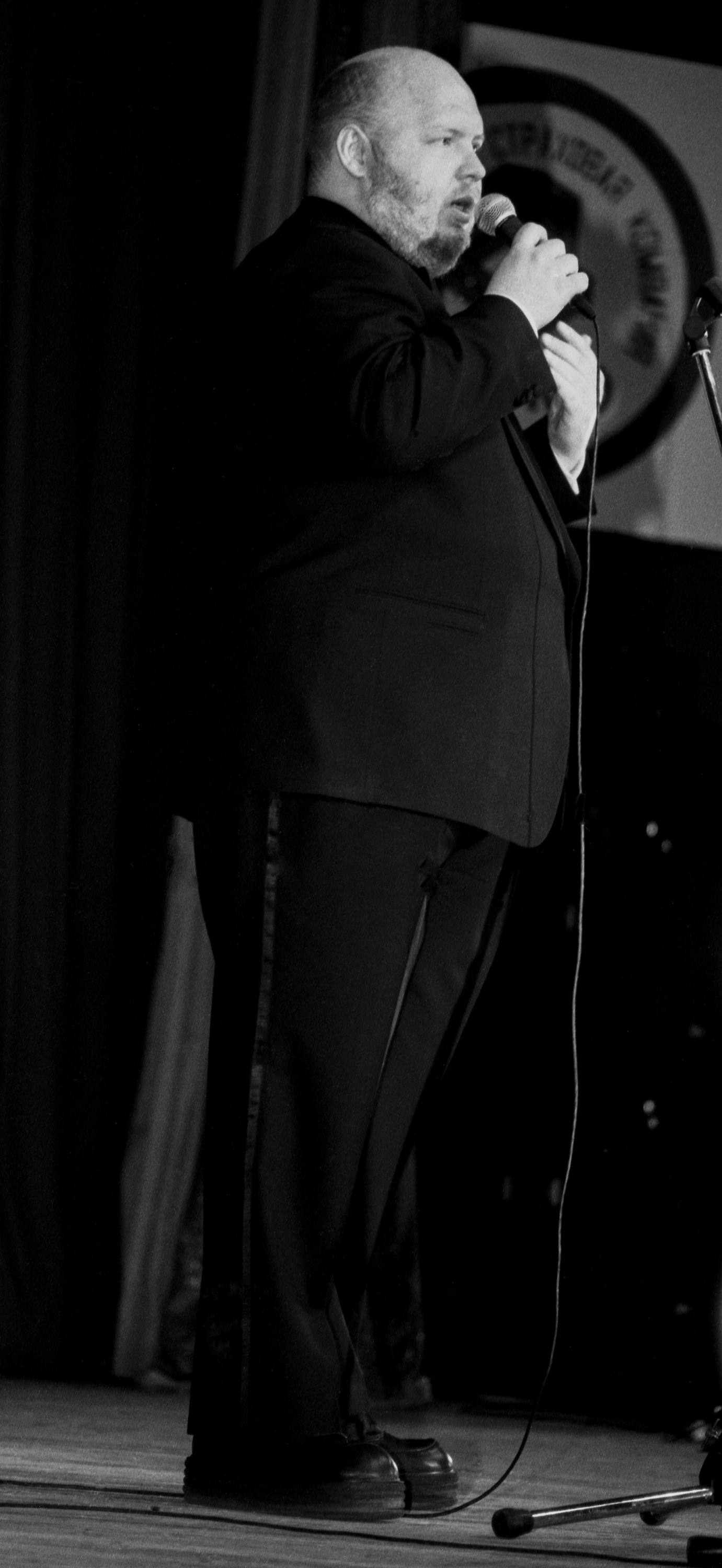
Декабрь 1991 года

С 1986 года был членом всесоюзной студии СПМ «Рекорд» (Москва).
В марте 1987 года записал сольный альбом из 11 песен под названием «Иллюзия жизни».
Первое выступление в качестве шоумена состоялось 1 апреля 1987 года на праздновании Дня смеха, в октябре был дебютный телеэфир в «Утренней почте» с «Чёрным морем». В это же время Крылов начинает появляться в ряде молодёжных телепередач, таких как «50/50», «Марафон-15» и др.
В 1989 году вместе с Валерием Леонтьевым и его группой «Эхо» совершил поездку в Индию и снял фильм-концерт «Made in India»[значимость факта?].
В 1992 году Крылов снялся в роли Остапа Бендера в фильме Василия Пичула «Мечты идиота».
В 1992—1994 годах — ведущий программы «Ночной канал Сно-Видение»[значимость факта?].
В 1993 году песня «Осень — Золотые Листопады» (в дуэте с Александром Добронравовым) имела успех у публики.
В 1994 году осуществлен проект «Ангел-421», в рамках которого Крылов выступал посредником между спонсором и представителем России (Маша Кац — Юдифь) на 39-м конкурсе «Евровидение» в Дублине, возместив спонсору затраты в размере $100000 из личных средств, а также записал альбом с песнями Александра Добронравова на стихи Виктора Пеленягрэ.
Шоу «Ангел-421» было показано в Самаре, Туле, Саратове, Тольятти.
В начале 1994 года вышел альбом «Порт-Саид» с лучшими хитами с 1988 по 1993 годы. По итогам продаж диск стал «золотым». В ноябре 1995 года состоялся сольный концерт Крылова в нью-йоркском концертном зале «Манхэттен центр студио».
В декабре 1996 года — январе 1997 года он записал альбом «Мсье Высоцкий, вернитесь к нам», посвящённый 60-летию со дня рождения Владимира Высоцкого. В альбоме 12 песен. Они написаны в стиле городского романса. Одна из них — песня Владимира Высоцкого. В записи альбома принимала участие культовая харьковская группа «Разные люди».
В 2008 году руководство Сочинского зимнего театра предложило Сергею Крылову создать театрализованное представление по мотивам фильма «Бриллиантовая рука»[значимость факта?]. Певец согласился. В постановке должны были участвовать знаменитые актеры — так, например, Павел Воля должен был играть контрабандиста Гешу Козодоева (в фильме эту роль сыграл Андрей Миронов). Однако из-за финансового кризиса этот проект был отложен на неопределенное время. Сам Крылов планировал сыграть там Лелика (персонаж Анатолия Папанова), однако, по его словам, с радостью поделился бы этой ролью, «если кто-то из его звездных коллег захочет сыграть этого героя».
Участвовал в реалити-шоу «Последний герой» и программе «Ты суперстар!».
28 августа 2010 года Сергей Крылов вошёл в состав организационного совета благотворительной акции «Добрые глаза» организованной племенной группой «Хаски России» под патронажем МР ОПО Контр-Криминальное Агентство"[значимость факта?]
В 2010 году стал сторонником партии «Единая Россия».
9 ноября 2015 года состоялась премьера клипа Александра Добронравова «Ангел, 333» (Ангел, Закреплённый за Землёй), которая записана при участии струнного квартета на стихи Сергея Крылова. Режиссёром клипа стал Антон Дорин. Видео на YouTube Песня вошла в альбом Александра Добронравова «Нежданно-Негаданно».

### Личная жизнь
Первая жена: Лариса Макарова (род. 15 марта 1960) — брак просуществовал 1,5 года. Дочь Каролина Крылова (род. 31 января 1980).
Вторая жена: Любовь Дубовик (род. 10 ноября 1961). Сын Ян Крылов (род. 5 ноября 1992).

## Работы

### Дискография
- 1987 — «Иллюзия жизни».
- 1988 — магнитоальбом «Море»[1]
- 1993 — «Порт-Саид»
- 1994 — «Ангел 421»[1]
- 1994 — «Ексель-моксель» (альбом детских песен)[1]
- 1997 — «Мсьё Высоцкий, вернитесь к нам»[1]
- 2003 — «Все нормально»[1]

### Песни
- «Здравствуйте, Алла Борисовна»
- «Австралия»
- «Агент 004» (муз. А. Добронравов)
- «Английские юные леди» (муз. А. Добронравов)
- «В далеком Баскайском заливе» (муз. А. Добронравов)
- «В притоне Катманду» (муз. А. Добронравов)
- «Месяц Май» (муз. А. Добронравов)
- «Море» (муз. С.Крылов)
- «На Гавайских островах» (муз. А. Добронравов)
- «Осень — золотые листопады» (дуэт с Александром Добронравовым) (муз. А. Добронравов)
- «Светлый ангел» (муз. А. Добронравов)
- «Сорок вторая улица» (муз. А. Добронравов)
- «Стюардесса по имени Жанна — 2» (муз. А. Добронравов)
- «Шут» (муз. А. Добронравов)
- «Грузинский рэп»
- «Девочка моя»
- «Еще недавно ты была со мной»
- «Зимняя песня»
- «Короче я звоню из Сочи»
- «Куда уходит дым»
- «Новый год»
- «Пасха»
- «Хочу я быть с тобою…»
- «Шарик»
- «Попугай»
- «Черное море» (в исполнении В.Леонтьева)
- «Останкинская башня» (в исполнении В.Леонтьева)
- «Шпионка» (в исполнении В.Леонтьева)

### Телевидение
- «Ночной канал Сна-видений» (1992—1994)
- Телеигра для умных «Балда» (МТК, 1996)
- «Последний герой» (Первый канал, 2003)
- «Ты — суперстар!» (НТВ, 2007)

### Фильмография
| Год       |   | Название                         | Роль                                        |
| --------- | - | -------------------------------- | ------------------------------------------- |
| 1988      | ф | Красные слоны (короткометражный) | Имя персонажа не указано                    |
| 1990      | ф | Бурса                            | Имя персонажа не указано                    |
| 1990      | ф | Круг второй                      | эпизод                                      |
| 1991      | ф | Гангстеры в океане               | Уилки американский радист на судне «Невада» |
| 1992      | ф | Фиктивный брак                   | Имя персонажа не указано                    |
| 1992      | ф | Йоксель-моксель                  | Имя персонажа не указано                    |
| 1993      | ф | Мечты идиота                     | Остап Бендер                                |
| 2000—2001 | с | Чёрная комната (серия «Гипноз»)  | швейцар                                     |
| 2007      | ф | Егорино горе                     | Представитель банка                         |